# Friedrich von Kessel
Friedrich von Kessel (* 25. August 1896 auf Schloss Ober-Glauche; † 13. Februar 1975 in Göttingen) war ein deutscher Landwirt und Politiker (GB/BHE).

## Leben und Beruf
Kessel wurde als Sohn des schlesischen adligen Großgrundbesitzers Kurt von Kessel geboren. Seine Mutter war  Theodora von Kessel, geborene von Bethmann-Hollweg, eine Cousine von Reichskanzler Theobald von Bethmann Hollweg, sein jüngerer Bruder der spätere Diplomat Albrecht von Kessel. Nach dem Besuch des humanistischen Gymnasiums der Klosterschule Roßleben, das er mit der Oberprimareife verließ, nahm er von 1915 bis 1918 als Soldat am Ersten Weltkrieg teil. Während eines Lazarettaufenthaltes bereitete er sich auf das Abitur vor, das er 1917 am Vitzthumschen Gymnasium in Dresden ablegte. 1919 wurde er als Leutnant aus der Reichswehr entlassen.
Kessel absolvierte eine landwirtschaftliche Ausbildung im elterlichen Betrieb sowie auf den Lehrstellen der Domäne Neustadt/Harz und in Nieder-Töschwitz im Landkreis Steinau. Nach dem Tod seines Vaters 1921 übernahm er das familieneigene Gut in Ober-Glauche. Darüber hinaus oblag ihm die Pachtleitung von zwei weiteren Gütern. Während des Zweiten Weltkrieges hatte er eine Tätigkeit als landwirtschaftlicher Sachverständiger bei der Siedlungsgesellschaft Reichsland im okkupierten Landkreis Gostyn und im übergeordneten Reichsgau Wartheland inne, aus dem die polnische Bevölkerung vertrieben wurde.
Nach dem Kriegsende übersiedelte Kessel seinerseits als Heimatvertriebener nach Westdeutschland und ließ sich in Goslar nieder. Beruflich war er als Sachverständiger bei der Landwirtschaftskammer in Hannover sowie beim Finanzamt in Goslar tätig.

## Partei
Während der Zeit der Weimarer Republik schloss Kessel sich der DNVP an. 1922 wurde er Vorsitzender der Partei im Landkreis Trebnitz. Von 1926 bis 1933 war er Kreisgruppenführer des Stahlhelms.
Nach dem Zweiten Weltkrieg zählte Kessel 1950 zu den Gründern des BHE in Niedersachsen, aus dem später der Gesamtdeutsche Block / Bund der Heimatvertriebenen und Entrechteten (GB/BHE) hervorging. Als GB/BHE-Landesvorsitzender (1955–1958) lehnte er die Regierungskoalition mit der CDU auf Bundesebene ab und gehörte damit zu den Kritikern des Bundesparteivorsitzenden Waldemar Kraft. Nachdem Kraft von Theodor Oberländer als Bundesparteivorsitzender abgelöst worden war, übernahm Kessel zunächst den stellvertretenden Bundesvorsitz der Partei.
Nachdem Kraft und Oberländer den GB/BHE im Juli 1955 verlassen hatten, übernahm Kessel den kommissarischen Parteivorsitz. Im Oktober 1955 wurde er schließlich zum Bundesvorsitzenden des GB/BHE gewählt. Aufgrund der Wahlniederlage des GB/BHE bei der Bundestagswahl 1957 und dem Ausscheiden der Partei aus Deutschen Bundestag stellte er im Juni 1958 den Bundesparteivorsitz zur Verfügung und wurde in dieser Funktion von Frank Seiboth abgelöst. Anfang 1960 verließ er schließlich den GB/BHE.

## Abgeordneter
Kessel war von 1951 bis 1959 Mitglied des Niedersächsischen Landtages.

## Öffentliche Ämter
Nach der Bildung einer Koalition aus SPD, GB/BHE und Zentrum wurde Kessel am 13. Juni 1951 als niedersächsischer Minister für Ernährung, Landwirtschaft und Forsten in die von Ministerpräsident Hinrich Wilhelm Kopf geführte Landesregierung berufen. Gleichzeitig übernahm er das Amt des stellvertretenden Ministerpräsidenten. Nach der Bildung einer Koalition der bürgerlichen Parteien aus DP, CDU, FDP und GB/BHE musste er am 26. Mai 1955 das Amt des stellvertretenden Ministerpräsidenten an August Wegmann abtreten, blieb aber Landwirtschaftsminister in der von Ministerpräsident Heinrich Hellwege geleiteten Landesregierung. Aufgrund der Bildung einer Koalition aus DP, CDU und SPD schied er am 19. November 1957 aus der Regierung aus und wurde in seinem Ministeramt von Kurt Rißling abgelöst.

## Ehrungen
- Großes Verdienstkreuz mit Stern und Schulterband der Bundesrepublik Deutschland

## Werke
- Die Landwirtschaft in Österreich. AID, Land- u. Hauswirtschaftl. Auswertungs- u. Informationsdienst e. V. (1964)
- Die Landwirtschaft in der Schweiz. AID, Land- u. Hauswirtschaftl. Auswertungs- u. Informationsdienst e. V. (1964)